# 1-Nonanol
Az 1-nonanol egyenes szénláncú, kilenc szénatomot tartalmazó zsíralkohol, képlete CH3(CH2)8OH. Színtelen vagy halványsárga folyadék, szaga a citronellaolajéhoz hasonló.
A természetben a narancsolajban fordul elő. Főként citromolaj gyártására használják. Több észterét is használják a parfümökben és aromákban, például a nonil-acetátot.

## Fordítás
Ez a szócikk részben vagy egészben  a(z)   1-Nonanol című angol Wikipédia-szócikk ezen változatának fordításán alapul.  Az eredeti cikk szerkesztőit annak laptörténete sorolja fel. Ez a jelzés csupán a megfogalmazás eredetét és a szerzői jogokat jelzi, nem szolgál a cikkben szereplő információk forrásmegjelöléseként.